# Библейский аллегоризм
Библейский аллегоризм — представление о тексте Библии, предполагающее понимание других уровней смысла, кроме буквального.

## Библейский аллегоризм в христианстве
Немногочисленные примеры аллегорического и типологического толкования представлены в Новом Завете, но в дальнейшем это направление развивается автором Послания Варнавы и в особенности Оригеном.
Аллегорическое толкование Священного предания и Священного писания — основной метод Александрийской богословской школы.
В Средние века типология становится основным видом аллегорического толкования в христианском мире, развившись на основе соответствий между Ветхим и Новым Заветом и веры в то, что события, описанные в Еврейских Писаниях (Ветхом Завете), служили прообразом событий из жизни Христа, описанных в Новом Завете. Но были и другие виды средневековых аллегорий.

## Библейский аллегоризм в иудаизме
Аллегория в разных формах использовалась еврейскими комментаторами для понимания Танаха, как в дополнение к исследованию простого смысла, так и вместо него. Данная статья — о «чистых аллегористах Торы», то есть комментаторах, полностью отошедших от буквального понимания Торы хотя бы в некоторых местах.
Об приёмах и уровнях толкования в каббале см. Пардес.

### Античный период
Первым систематическим аллегористом среди еврейских учёных считается Филон Александрийский. В греческой культуре к тому времени аллегория была уже широко развита как в толковании мифов, так и в художественных произведениях. Филон применяет аллегорические толкования Торы, которую он читал в греческом переводе, в своих сочинениях.
Примерно в то же время палестинские и вавилонские Мудрецы Талмуда выдвигают чисто аллегорическое толкование некоторых книг Писания, как «Песнь Песней» (см. ниже), а также дают фактически аллегорические толкования отдельных стихов Торы, несмотря на общий лозунг: «Писание не выходит из простого смысла». Так, знаменитое «глаз за глаз» (Исх. 21:24), трактуется как денежная компенсация.

### Раннее средневековье

#### Саадия Гаон
Одно из толкований Талмуда на место из пророка Иезекииля о воскрешении из мертвых — аллегорическое. Поэтому Саадия Гаон, готовя читателя к цитатам о воскрешении из мертвых, которые надо понимать буквально, дает критерий, когда может быть применена аллегория: когда простое толкование текста противоречит реальности, или здравому смыслу, или другому тексту, или традиции.

#### Шломо Ибн Габироль
В христианской литературе имела место полемика по поводу книги «Источник жизни», которая была переведена с арабского на латинский. В переводе автор значился как Авицеброн и считался или христианином или мусульманином. На него ссылался, например, Фома Аквинский. Только в XIX веке выяснилось, что книга принадлежит еврейскому поэту XI века Шломо Ибн Габиролю. Там, где автор толкует повествовательную часть пророчества Моисея, он прибегает к аллегорическому толкованию в духе Александрийской школы. Согласно его толкованию, Адам, Ева и змей суть три вида душ, река из Эдема есть первоматерия и т. п. Поскольку книга не считалась еврейской, она не оказала большого влияния на еврейскую мысль, хотя сам автор является в иудаизме фигурой весьма значительной. Взгляды Ибн Габироля частично пересказывает в своем комментарии к Торе Ибн Эзра: «Я открою тебе намеком тайну сада, рек и одежд, и тайну эту я не нашел ни у кого из великих, кроме Шломо Ибн Габироля, блаженной памяти, который знал великую мудрость о тайнах души… Адам — это мудрость, так как он имел мудрость давать животным названия, Хава — дух жизни…».

### Маймонид
В своем главном философском сочинении «Путеводитель растерянных» («Морэ невухим») Рамбам (Маймонид) разрабатывает возможность сочетания науки и еврейской религии. Поскольку под наукой тогда понималась система Аристотеля, одной из проблем была необходимость совмещения вечности Вселенной по Аристотелю и описанием Сотворения мира в Торе. Так, в своих философских рассуждениях Маймонид избегает использовать Сотворение Мира как постулат или доказанный факт. Впрочем, Рамбам отмечает, что и вечность мира пока не доказана, и возможно не будет доказана никогда. Поэтому он предлагает две возможности: вечность мира остается недоказанной и рассказ о Сотворении в Торе понимается более или менее буквально, или вечность будет доказана, и тогда рассказ о Сотворении мира надо понимать аллегорически. Впрочем, по Рамбаму буквалистское прочтение Торы в любом случае невозможно из-за использования антропоморфных выражений, поэтому перед разбором первых глав Торы, он заявляет, что их нельзя понять по простому смыслу. На случай, если мир окажется вечным, Рамбам систематически разрабатывает свой комментарий. Рассказ о Сотворении (Маасе Берешит) оказывается описанием физических законов нашего мира, рассказ об Адаме и Хаве понимается как устройство человека: Адам — разум, Хава — тело, Змей — сила фантазии, соблазняющая разум через тело, блеск меча херувима — способность постигать истину лишь на мгновение и т. п. Для подкрепления привлекается и традиционный мидраш, где Змей овладел Хавой и наложил на неё нечистоту, которая отошла от них лишь во время стояния у горы Синай. Это по Рамбаму, означает, что из-за Змея, которым управлял падший ангел Самаэль, у людей возникли ошибочные представления, которые исчезли на Синае.
Существенно, что Рамбам прибегает к аллегорическому толкованию Торы не произвольно, а там, где видит логическую необходимость, что говорил и Саадия Гаон.

### После Маймонида

#### Полемика, РАШБА, Меири
Аллегорические толкования после Рамбама стали весьма распространены и радикальны, что привело к сопротивлению в консервативных кругах, тем более, что книги Рамбама и в других вопросах породили несколько волн острой полемики с взаимными экскоммуникациями, сожжением книг и т. п.

Особенно выделявшийся борьбой за чистоту основ веры Аба Мари «Ярхи» Астрюк убедил р. Шломо бен Адрета (РАШБА) ограничить изучение философии и использование аллегории. В известном письме 1305 года РАШБА возмущается распространением аллегорических интерпретаций в Испании и южной Франции: 
Ибо они говорят, что Авраам и Сарра олицетворяют материю и форму и что двенадцать колен Израилевых суть двенадцать созвездий. Слыхал ли хоть один народ такую порочную вещь с тех пор как мир был разделён на страны? Эти богохульники даже утверждают, что священные Урим и Туммим суть инструмент, известный как астролябия, который люди изготовляют для себя…
 Меры РАШБА вызвали протесты, контрмеры и почти привела к расколу среди евреев. Интересно, что одновременно с осуждением аллегористов — последователей Маймонида, РАШБА выступил в защиту книг самого Маймонида.
Менахем Меири выступил в защиту философии, а аллегорию предложил ограничить местами, не имеющими исторического и галахического значения.

#### РаЛБаГ (Герсонид)
РаЛБаГ целиком переписывает аллегорию Рамбама на грехопадение, но аккуратно прикрывает радикальность толкования постоянным употреблением слова «намек»; другого толкования он не приводит вовсе. Тем не менее, Ралбаг в значительно большей степени, чем Маймонид, придерживается взгляда, что истории Танаха следует понимать как реальные события. Так, он понимает явления ангелов к Аврааму буквально, а не как сновидения. Только в тех случаях, когда прямой смысл философски невозможен, Ралбаг прибегает к аллегории. Например, невозможно представить, чтобы Бог сотворил коварного змея, поэтому змей толкуется аллегорически, хотя сам райский сад и Ева означают всё-таки реальные объекты.

#### Шмуэль Ибн Тиббон
Представитель семьи переводчиков, Шмуэль Ибн Тиббон считается родоначальником аллегористов Прованса (книга «Икавву амаим»), его родственник р. Яаков бен Абба Мари Антоли (Анатолио) написал книгу проповедей «Малмад а-талмидим» (Управляющий жезл учеников), где дал чисто аллегорическое толкование истории о Ноахе и потопе.

#### Абрабанель
Дон Ицхак Абрабанель пользовался аллегорией редко. Так, рассказ об Адаме и Хаве он понимает как реальное событие, а Райский Сад как реальное место. Но речь змея к Хаве всё-таки произошла, по его мнению, в видении Хавы в духе Маймонида.

#### Другие авторы
Менее известные авторы: рабби Леви бен Авраам бен Хаим, аллегоризировавший войну пяти царей с четырьмя в Быт. 14 как борьбу пяти чувств с четырьмя стихиями в книге «Левиат Хен», р. Йом-Тов Ибн Билла, р. Ниссим Бен Моше из Марселя, Шмуэль Зарза из Валенсии.

### Современность
Время от времени ещё вспыхивают споры, насколько буквальным должен быть подход к Торе. Характерным примером может служить книга проф. Натана Авиезера «В Начале». Автор, практически без ссылок на источники, объявляет шесть дней Творения длительными периодами, что не встретило особенных протестов. Р. М. М. Шнеерсон, с другой стороны, всегда настаивал, что Дни — это буквально периоды по 24 часа.

### Аллегория в применении к другим книгамТанаха
Наиболее известно чисто аллегорическое толкование «Песни Песней», как рассказ о любви Всевышнего и народа Израиля, танаем рабби Акивой уже в Талмуде. Аллегория широко применялась к Притчам, Экклезиасту, Иову, Эсфирь и пророкам.